# NPO Campus Radio
NPO Campus Radio (voorheen NPO KX) is een Nederlands radiostation van de NPO, verzorgd door de NTR, dat in 2005 werd opgericht door Rob Stenders. Op het station worden nieuwe radiotalenten opgeleid.

## Geschiedenis
KX Radio werd opgericht door Rob Stenders samen met Ties Roodhardt en Kees-Jan Schoots. Stenders, die toentertijd in dienst was van Yorin FM, richtte het station op, om tegenwicht te bieden aan de steeds meer doelgroepgerichte radiostations met vaste formats, waarbij de radio-dj steeds meer slechts presentator was en steeds minder de samensteller van het programma.
Stenders wist diverse bekende en bevriende dj's te betrekken bij de zender, die allen op vrijwilligersbasis programma's gingen maken voor het station. Zo waren in de eerste jaren onder andere Maurice Verschuuren, Gerard Ekdom en Henk Westbroek actief voor KX Radio. De eerste uitzending vond plaats op 1 april 2005. Deze afleveringen werden gemaakt in Stenders' thuisstudio in Almere. Later waren er ook dj's die vanuit hun eigen thuisstudio's de programma's maakten en deze via internet naar de zender stuurden.
Hoewel de zender commercieel nooit een groot succes was, verwierf ze een trouwe groep luisteraars. In 2009 probeerde het station de etherfrequentie te bemachtigen, die was vrijgekomen na het faillissement van Arrow Classic Rock. Dit bleek financieel niet haalbaar te zijn. In maart 2010 werd besloten het station uit te breiden, met drie extra webstreams: KX ClassiKX, voor oudere muziek, KX Red Hot voor nieuwe muziek en KX World voor wereldmuziek. In oktober 2010 kwam daar een vierde zender, KX Culture, bij met een mix van pop, jazz, Nederlandstalig en wereldmuziek.
Na diverse jaren, waarin de financiële problemen aanhielden, werd in 2011 besloten de uitzendrechten onder te brengen bij de AVRO. Sindsdien zendt KX Radio uit op het 3FM themakanaal Serious Talent. De zender KX Culture ging door als het web-station Puur AVRO. KX Classics werd verzelfstandigd en KX World en KX Red Hot werden opgeheven.
Tot juni 2013 had KX Radio een studiolocatie in het gebouw van Eyeworks in Amsterdam. Daarna verhuisde de studio naar het gebouw van de TROS in Hilversum. Sinds 17 maart 2014 had het webradio-station een studio in het Vondel CS in het Vondelpark in Amsterdam. Op maandag 15 mei 2017 werd De Peperbus op het Media Park in Hilversum in gebruik genomen.
In oktober 2017 werd er door de directie van de NPO een koerswijziging ingezet, waarbij het station zich meer ging richten op het ontwikkelen van toekomstig NPO 3FM talent. Hierdoor was er voor de crew die toen uitzond en 'te oud' werd bevonden voor dit nieuwe format geen plaats meer. De oude garde is voor een groot deel doorgestart op het nieuwe station Ice Radio. Andere diskjockeys en shows zijn uitgeweken naar Pinguin Radio (de Snob 2000 wordt sinds 2017 door dit station uitgezonden) en NH Radio (o.a. Margje Teeuwen, Henk Peeters, Ewald van Liempt en Koop Geersing zenden hier sinds begin 2018 uit). Vanaf dat moment werd omroep NTR eigenaar van het station.
In mei 2019 werd bekend dat KX Radio verder gaat onder de naam NPO KX. Vanwege de naamsverandering is ook de vormgeving op de schop gegaan. De zender zei zich volledig te willen blijven focussen als opleidingsstation voor nieuw radiotalent en experimenteel station. KX blijft ‘hangen’ onder NPO 3FM. Omroep NTR blijft eigenaar van het station.
In januari 2024 maakte de NPO bekend dat het station verder gaat als NPO Campus Radio. Met deze naamswijziging kreeg de zender ook nieuwe vormgeving.

## Presentatoren
- Larissa Postma (NTR)
- Wiesje Hillen (NTR)
- Jasper Schrijvers (NTR)
- Joerie Zijderveld (KRO-NCRV)
- Sanna van der Hoeven (NTR)
- Jelle Hofenk (NTR)
- Tygo Gauw-Rozeboom (NTR)
- Amarins Post (NTR)
- Jeske van Trigt (NTR)
- Joris Kingma (NTR)
- Geneviève Smans (NTR)

### Lijst van voormalige presentatoren
NPO Campus Radio heeft diverse (bekende) dj's gehad. Hieronder een incompleet overzicht van voormalige dj's.
- Femke van der Veen
- Carlijn Hubregtse
- David Achter De Molen
- Mark van den Akker
- Tom Anders
- Jan Paul Beukema
- Jesse Sprikkelman
- Coen van den Braber
- Willem Doreleijers
- Nelleke Arnout
- Olivier Bakker
- Jesper Balk
- Chris van Beelen
- Nellie Benner
- Jurgen van den Berg
- Tim Bloemers
- Leo Blokhuis
- Hein Keijser
- Ronny Borgsteede
- Ad Bouman
- Marcel Bouman
- Isabelle Brinkman
- Caroline Brouwer
- Sander Breukhoven
- Richard de Buck
- Bert Burggraaf
- Patrick Coelho
- Sydney Dijkers
- Nico Dijkshoorn
- Jan Donkers
- Willem Doreleijers
- André Dortmont
- Jeroen Drogt
- Jannes Drop
- Evert Duipmans
- Gerard Ekdom
- Frank Evenblij
- Koop Geersing
- Elwin van Gestel
- Ronald Giphart
- Nick van Gils
- Martin van Golen
- Ferdinand Grapperhaus
- Martien Groenendijk
- Peter van Dam
- Manasse Evertsen
- Rik Wijers
- Bas van Schaik

- Basyl de Groot
- Jos van Heerden
- Thomas Hekker
- Erik van der Hoff
- Herman Hofman
- Sander Hoogendoorn
- Carice van Houten
- Jeroen van Inkel
- Lieke de Kok
- Lisa Konings
- Miguel Laugs
- Yoeri Leeflang
- Jasper Leijdens
- Dolf Jansen
- Rob Janssen
- Astrid de Jong
- Kluun
- Tim Knol
- Arie Koomen
- Matthijs Kuiper
- Lara Lauwigi
- Jasper Leegwater
- Bert van Lent
- Niels Lunsing
- Mijke Marsman
- Tessa Mol
- Jeroen Mulder
- Jordi Mulderij
- Olivier de Neve
- Andres Odijk
- Dinja Pannebakker
- Timur Perlin
- Richard Pflug
- Obi Raaijmaakers
- DJ Ratz
- Jamie Reuter
- Martijn Richters
- Ties Roodhardt
- Willem Roose
- Luc Sarneel
- Thomas Scholten
- Kees-Jan Schoots
- Edo Peters
- Amy Muller
- Elvira Preenen
- Lara Sikkens
- Anne-Charlotte Jilderda
- Jeremy de Kamper

- Matthieu Schotvanger
- Joost Schulte
- Fred Siebelink
- Cielke Sijben
- Arjan Snijders
- Jeroen Soer
- Emma Somsen
- Martine van der Spek
- DJ St. Paul
- Stefan Stasse
- Joy Stempher
- Rob Stenders
- Dennis Storm
- Ed Struijlaart
- Dieuwke Teertstra
- Margje Teeuwen
- Wilko Terwijn
- Tamar Tieleman
- Merijn Tiemessen
- Melle Tuik
- Sven Verbeek
- Domien Verschuuren
- Maurice Verschuuren
- Sybrand Verwer
- Jim Vorwald
- Lideke de Vries
- Caspar van der Waals
- Fleur Wallenburg
- Simone Walraven
- Jochem Weber
- Tessa Weber
- Joost Weerwag
- Saskia Weerstand
- Henk Westbroek
- Emma Willems
- Micha Windgassen
- Tom Winia
- Lana Wolf
- Eddy Zoëy
- Leo Oldenburger
- Kees Weijling
- Pieter van Nes
- Rosanna van Dijk
- Jan van Poppel
- Joerie Zijderveld
- Ilhame Ajouaou
- Philo Boss
- Floris Molenaar
- Sebastiaan Ockhuysen
- Koos van Plateringen
- Niels Schagen
- Thijs van der Put
- Mai Verbij